# Dipendenza di Ross
La dipendenza di Ross comprende un'area dell'Antartide (e altre terre emerse comprese nell'Oceano Australe) rivendicata dalla Nuova Zelanda.

## Geografia
Il territorio è delimitato da una sezione circolare avente origine al Polo Sud e passante per i meridiani 160°E e 150°O. La rivendicazione termina con il parallelo 60°S. La dipendenza prende il nome da Sir James Clark Ross che ha scoperto, tra gli altri, anche il Mare di Ross.
La Dipendenza include parte della Terra della regina Victoria e buona parte della Barriera di Ross. L'isola di Ross, le isole Balleny, l'Isola Roosevelt e la piccola Isola di Scott completano la geografia del territorio.

### Ghiacciai
- Ghiacciaio Evans
- Ghiacciaio Gabites
- Ghiacciaio Gentle
- Ghiacciaio Geodetic
- Ghiacciaio Haselton
- Ghiacciaio Herbertson
- Ghiacciaio Morning
- Ghiacciaio Morton
- Ghiacciaio Terra Nova
- Ghiacciaio Topside
- Ghiacciaio Trepidation
- Ghiacciaio Simpson
- Ghiacciaio McCann
- Ghiacciaio Priddy
- Ghiacciaio Withrow

## Insediamenti
La base scientifica Scott (Nuova Zelanda), la Stazione McMurdo (USA) e la Stazione Mario Zucchelli (Italia) formano attualmente gli unici insediamenti permanenti sul territorio. Una pista di neve e, a seconda delle condizioni climatiche e del periodo dell'anno, due piste di ghiaccio all'aeroporto di campo Williams garantiscono una piena accessibilità alle strutture sia agli aerei con carrello "tradizionale" che a quelli con carrello a slitta per tutto l'arco dell'anno.

### Basi
- Dal 1969 al 1995 la Nuova Zelanda ha installato la stazione Vanda (estiva) ubicata nella valle McMurdo.
- L'Italia mantiene nella regione la stazione Zucchelli, una base estiva a Baia Terra Nova
- Anche Greenpeace aveva nell'area una propria base: si tratta della stazione World Park nell'Isola di Ross, operante dal 1987 al 1992. In quanto base di organizzazione non governativa, la politica ufficiale delle nazioni firmatarie del trattato antartico era di non dare alcun supporto o assistenza agli occupanti.

### Giurisdizione
Il governo britannico ha preso possesso del territorio nel 1923 assegnandone la gestione al dominion della Nuova Zelanda nel 1947. In base a quanto stabilito dal trattato antartico, siglato anche dalla Nuova Zelanda, nessun paese può rivendicare la sovranità sui territori del continente antartico. Se la rivendicazione fosse possibile (anche se relativamente piccola se comparata con quelle degli altri paesi), la Dipendenza di Ross sarebbe il più esteso territorio della Nuova Zelanda, più esteso dell'Isola del Nord e dell'Isola del Sud messe assieme.
Il governatore generale della Nuova Zelanda ha competenza anche per il territorio di Ross. Ufficiali del governo visitano la dipendenza di Ross con cadenza almeno annuale.
Verso la fine degli anni ottanta una nave di ricerca non governativa britannica, la Southern Quest affondò nel mare di Ross. Elicotteri della United States Coast Guard salvarono l'equipaggio portandolo nella stazione McMurdo. I sopravvissuti (tra cui alcuni neozelandesi) denunciarono abusi verbali da parte del comandante della base. L'indignazione dell'opinione pubblica neozelandese spinse il governo di Wellington ad emettere una protesta formale dichiarando che cittadini neozelandesi che si trovano in territorio neozelandese possono essere interrogati da autorità neozelandesi.
Nel 2006 la polizia neozelandese dichiarò che un difetto di giurisdizione le impediva di obbligare un teste statunitense che soggiornava nella dipendenza di Ross a testimoniare per il caso del presunto omicidio per avvelenamento di Rodney Marks avvenuto al Polo Sud.

## Bandiera

Bandiera (non ufficiale) della Dipendenza di Ross, disegnata da James Dignan

Attualmente la bandiera nazionale della Nuova Zelanda è l'unico vessillo utilizzato nella Dipendenza di Ross, con l'unica eccezione della bandiera postale neozelandese presente presso l'ufficio postale della base Amundsen-Scott. Tuttavia il vessillogista neozelandese James Dignan ha comunque disegnato una bandiera che è stata utilizzata nella Dipendenza in modo non ufficiale.

## Francobolli
Durante la spedizione britannica del 1908 le poste neozelandesi sovrascrissero 23.492 francobolli con il nome dell'epoca della Dipendenza: Terra di re Edward VII. Lo stesso Ernest Shackleton, capo spedizione, giurò come postino.
Anni dopo il New Zealand Post Office ha emesso francobolli sotto la denominazione "Ross Dependency" per essere utilizzati dagli scienziati stanziati nella dipendenza. L'emissione di francobolli venne sospesa nel 1987 dopo che l'ufficio postale alla base Amundsen-Scott venne chiuso a causa di una politica di razionalizzazione dei costi. Le richieste dei collezionisti spinsero però la Nuova Zelanda a riprendere le emissioni nel 1994.